# Dálnoki Veress Jenő
Dálnoki Veress Jenő (Uzon, 1882. december 9. – Budapest, 1968. február 23.) főiskolai tanár, református lelkész, tábori esperes-ezredes, teológus.

## Életpályája
Szülei: Veress Gergely és Fodor Marcella voltak. 1894–1902 között Sepsiszentgyörgyön tanult gimnáziumban. 1902–1906 között Budapesten teológiát hallgatott. Egy évig Pócsmegyeren segédlelkész volt, majd Budapesten hitoktató segédlelkész lett. Közben filozófiát, pedagógiát és esztétikát hallgatott a budapesti egyetem bölcsészettudományi karán. 1907–1908 között a teológiai akadémián angol nyelvet tanított. 1907-től munkatársa volt a Protestáns Egyházi és Iskolai Lapnak (PEIL). Az 1909-1910-es tanévet Utrechtben töltötte. 1910–1924 között jelentős irodalmi tevékenységet folytatott. 1911-től állandósított vallásoktató lelkész volt Budapesten. 1911-ben teológiából magántanári fokozatot szerzett Budapesten. 1913–1914 között nyugat-európai tanulmányutat tett. 1915–1918 között katona, majd vallástanár volt Budapesten. 1918–1919 között az Új Reformáció és a Protestáns Szemle munkatársa volt. 1924–1943 között tábori lelkészként dolgozott. A hadköteles kor felső határának elérésével tábori esperes-ezredesként szerelt le.
Munkatársa volt a Tolnai Világlexikonnak és a Die Religion in Geschichte und Gegenwart (RGG) II. kiadásának. Jézus élete című munkája kéziratban maradt.

## Művei
- A jelenkori rendszeres theológia főbb problémái (Budapest, 1910)
- Spencer Herbert erkölcstana (Theológiai Szaklap, 1910)
- A protestantismus és szabadgondolkodás (Protestáns Egyházi és Iskolai Lap, 1909)
- A reformáció jelentősége a kereszténység fejlődéstörténetében (Protestáns Egyházi és Iskolai Lap, 1910)
- Az egyház és állam szétválasztása (Protestáns Egyházi és Iskolai Lap, 1910)
- Hit és szabadvizsgálódás (Protestáns Egyházi és Iskolai Lap, 1911)
- Jézus a XX. században (Protestáns Egyházi és Iskolai Lap, 1912)
- A békemozgalom és az egyházak (Protestáns Egyházi és Iskolai Lap, 1912)
- Reformációi emlékmű Magyarországon (Protestáns Egyházi és Iskolai Lap, 1913)
- A világprotestantizmus szociális munkája (Protestáns Egyházi és Iskolai Lap, 1914)
- A Protestánsok Világszövetsége (Protestáns Egyházi és Iskolai Lap, 1914)